# Liste teilnehmender Staaten in Europäischen Organisationen
Die Liste teilnehmender Staaten in Europäischen Organisationen befasst sich mit der Mitgliedschaft europäischer Staaten in ausgewählten Organisationen bzw. Verträgen: Europäische Union (EU), Euro, Schengener Abkommen (Schengen), Nordatlantikpakt (NATO), Europäische Freihandelsassoziation (EFTA), Organisation für Sicherheit und Zusammenarbeit in Europa (OSZE) und Europarat.
| Staat                   | EU   | Euro | Schengen | NATO | EFTA | OSZE | Europarat |
| ----------------------- | ---- | ---- | -------- | ---- | ---- | ---- | --------- |
| Albanien                | BKD  | nein | nein     | ja   | nein | ja   | ja        |
| Andorra                 | nein | ja   | nein     | nein | nein | ja   | ja        |
| Armenien                | nein | nein | nein     | nein | nein | ja   | ja        |
| Aserbaidschan           | nein | nein | nein     | nein | nein | ja   | ja        |
| Belarus                 | nein | nein | nein     | nein | nein | ja   | BKD       |
| Belgien                 | ja   | ja   | ja       | ja   | nein | ja   | ja        |
| Bosnien und Herzegowina | nein | nein | nein     | nein | nein | ja   | ja        |
| Bulgarien               | ja   | nein | nein     | ja   | nein | ja   | ja        |
| Dänemark                | ja   | nein | ja       | ja   | nein | ja   | ja        |
| Deutschland             | ja   | ja   | ja       | ja   | nein | ja   | ja        |
| Estland                 | ja   | ja   | ja       | ja   | nein | ja   | ja        |
| Finnland                | ja   | ja   | ja       | ja   | nein | ja   | ja        |
| Frankreich              | ja   | ja   | ja       | ja   | nein | ja   | ja        |
| Georgien                | nein | nein | nein     | nein | nein | ja   | ja        |
| Griechenland            | ja   | ja   | ja       | ja   | nein | ja   | ja        |
| Irland                  | ja   | ja   | nein     | nein | nein | ja   | ja        |
| Island                  | nein | nein | ja       | ja   | ja   | ja   | ja        |
| Italien                 | ja   | ja   | ja       | ja   | nein | ja   | ja        |
| Kasachstan              | nein | nein | nein     | nein | nein | ja   | nein      |
| Kosovo                  | nein | ja   | nein     | nein | nein | nein | nein      |
| Kroatien                | ja   | ja   | ja       | ja   | nein | ja   | ja        |
| Lettland                | ja   | ja   | ja       | ja   | nein | ja   | ja        |
| Liechtenstein           | nein | nein | ja       | nein | ja   | ja   | ja        |
| Litauen                 | ja   | ja   | ja       | ja   | nein | ja   | ja        |
| Luxemburg               | ja   | ja   | ja       | ja   | nein | ja   | ja        |
| Malta                   | ja   | ja   | ja       | nein | nein | ja   | ja        |
| Moldau                  | BKD  | nein | nein     | nein | nein | ja   | ja        |
| Monaco                  | nein | ja   | nein     | nein | nein | ja   | ja        |
| Montenegro              | BKD  | ja   | nein     | ja   | nein | ja   | ja        |
| Niederlande             | ja   | ja   | ja       | ja   | nein | ja   | ja        |
| Nordmazedonien          | BKD  | nein | nein     | ja   | nein | ja   | ja        |
| Norwegen                | nein | nein | ja       | ja   | ja   | ja   | ja        |
| Österreich              | ja   | ja   | ja       | nein | nein | ja   | ja        |
| Polen                   | ja   | nein | ja       | ja   | nein | ja   | ja        |
| Portugal                | ja   | ja   | ja       | ja   | nein | ja   | ja        |
| Rumänien                | ja   | nein | nein     | ja   | nein | ja   | ja        |
| Russland                | nein | nein | nein     | nein | nein | ja   | nein      |
| San Marino              | nein | ja   | nein     | nein | nein | ja   | ja        |
| Schweden                | ja   | nein | ja       | ja   | nein | ja   | ja        |
| Schweiz                 | nein | nein | ja       | nein | ja   | ja   | ja        |
| Serbien                 | BKD  | nein | nein     | nein | nein | ja   | ja        |
| Slowakei                | ja   | ja   | ja       | ja   | nein | ja   | ja        |
| Slowenien               | ja   | ja   | ja       | ja   | nein | ja   | ja        |
| Spanien                 | ja   | ja   | ja       | ja   | nein | ja   | ja        |
| Tschechien              | ja   | nein | ja       | ja   | nein | ja   | ja        |
| Türkei                  | BKD  | nein | nein     | ja   | nein | ja   | ja        |
| Ukraine                 | BKD  | nein | nein     | nein | nein | ja   | ja        |
| Ungarn                  | ja   | nein | ja       | ja   | nein | ja   | ja        |
| Vatikanstadt            | nein | ja   | nein     | nein | nein | nein | nein      |
| Vereinigtes Königreich  | nein | nein | nein     | ja   | nein | ja   | ja        |
| Zypern                  | ja   | ja   | nein     | nein | nein | ja   | ja        |